# Ватиканський телескоп передових технологій
Ватиканський телескоп передових технологій (англ. Vatican Advanced Technology Telescope, VATT) — телескоп, побудований Ватиканською обсерваторією на горі Грем, на південному сході Аризони в США. Телескоп спостерігає у видимому та інфрачервоному діапазонах. Має головне дзеркало діаметром 1,83 м, а вторинне — 0,38 м. Працює з 1993 року.
Телескоп також називають Телескоп Еліс П. Леннон, а прилегла лабораторія називається Астрофізичним закладом Томаса Дж. Беннена (англ. Thomas J. Bannan Astrophysics Facility) за прізвищами головних жертводавців. Комплекс є частиною Міжнародної обсерваторії Маунт-Грем, побудованої в 1989 році.

## Історія
Ватиканська обсерваторія заснована в кінці XVI століття за наказом папи Григорія XIII, який у ті часи хотів реформувати юліанський календар на основі точних астрономічних спостережень. Лише в 1891 році у Ватиканській обсерваторії за куполом базиліки Святого Петра був встановлений перший телескоп. Приблизно в 1930-х роках навколишнє освітлення міста стало занадто сильним для належних спостережень, що призвело до того, що папа Пій XI пожертвував папські сади своєї літньої резиденції в Кастель-Гандольфо, щоб перенести туди телескоп. Однак у 1980-ті роки світлове забруднення стало занадто сильним і в околицях Рима, і знову потрібно було знайти місце в місці з темнішим небом.
Дослідницька група Ватиканської обсерваторії була заснована в 1981 році в Тусоні, штат Аризона, як частина консорціуму Міжнародної обсерваторії Маунт-Грем, і базується в Стюардській обсерваторії в Університеті Аризони. Співпраця між двома групами призвела до створення Ватиканського телескопа передових технологій. Його встановлення на горі Грем спочатку наштовхнулося на сильний спротив з боку екологів через близькість місця проживання червоної білки. Телескоп урочисто відкрили 13 вересня 1993 року, і того ж року він отримав своє перше світло.
У 2010 році у співпраці з Центром астрономії Ірландського національного університету в Голвеї на телескоп встановили надшвидку камеру Galway Ultra Fast Imager (GUFI). У 2012 році підписано трирічну угоду між Ватиканською обсерваторією та факультетом фізики Університету Нотр-Дам у штаті Індіана про використання телескопа протягом 20 ночей на рік.

## Особливості
Ватиканський телескоп передових технологій — це телескоп григоріанського типу. Принцип григоріанського телескопа полягає в тому, що головне дзеркало збирає зоряне світло і фокусує його в точці перед вторинним дзеркалом, яке направляє світло в окуляр через отвір у центрі головного дзеркала.
Первинне дзеркало являє собою параболічне дзеркало з боросилікатного скла діаметром 1,83 м. Дзеркало виготовили в Університеті Аризони в 1985 році в спеціальній обертовій печі, що стало першим випадком застосування техніки обертового відливу (spin-casting) і так званої техніки полірування stressed-lap polishing, які пізніше використовували для дзеркал інших телескопів, таких як дзеркала обсерваторії MMT (діаметр 6,5 м), Магелланові телескопи і два дзеркала Великого бінокулярного телескопа (діаметр 8,4 м). Головне дзеркало має дуже коротку фокусну відстань, рівну діаметру (діафрагма f/1). Грегоріанська конструкція була обрана через її нижчу вартість, ніж конструкція з опуклим вторинним дзеркалом, як для телескопів Кассегрена.
Вторинне дзеркало є увігнутим параболічним дзеркалом діаметром 0,38 м. Воно має діафрагму f/0,9 і виготовлене Space Optics Research Laboratory в Челмсфорді, штат Массачусетс.
Інтерферометричний аналіз двох дзеркал дозволяє відзначити їх якість і регулярність, що характеризується числом Штреля 90 % для головного дзеркала (середньоквадратичні дефекти 17 нм) і 98,5 % для вторинного дзеркала (середньоквадратичні дефекти 13 нм). Крім того, небо над горою Грем є одним з найстабільніших на північноамериканському континенті. Видимість регулярно становить менше однієї кутової секунди навіть без адаптивної оптики. Небо гори Грем є одним з найтемніших у світі, на рівні з Гаваями й Чилі.

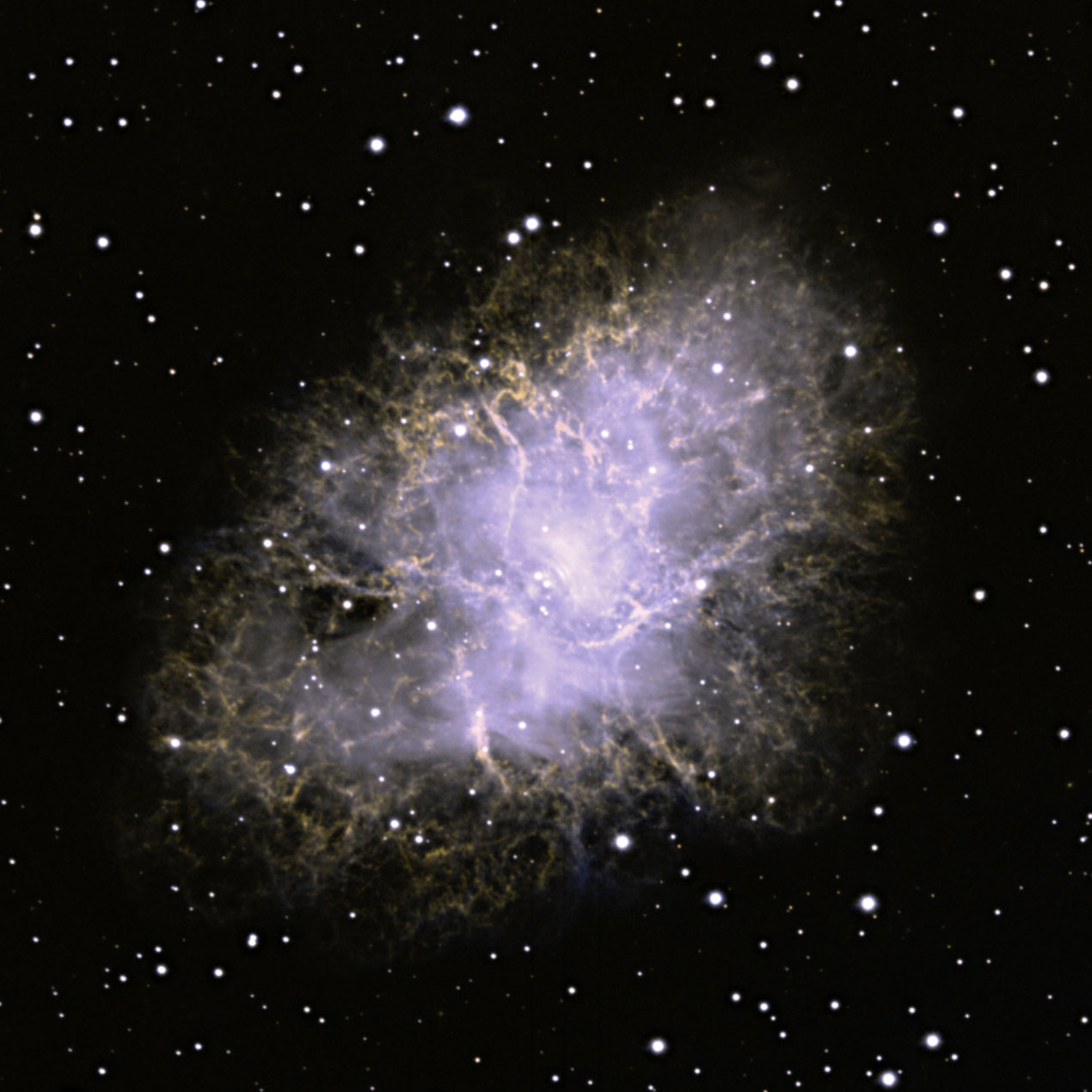
Крабоподібна туманність, знята за допомогою Ватиканського телескопа передових технологій

На телескопі встановлено спектрограф середньої роздільної здатності. У березні 2011 він отримав своє перше світло.
| Параметр            | Значення                        |
| ------------------- | ------------------------------- |
| Оптична система     | Григоріанська апланетична f/9   |
| Фокусна відстань    | 16,48 м                         |
| Первинне дзеркало   | Діафрагма f/1,0, діаметр 1,83 м |
| Вторинне дзеркало   | Діафрагма f/0,9 Діаметр 37,7 см |
| Поле зору           | 72 мм або 15'                   |
| Роздільна здатність | 12,52''/мм                      |
| Монтування          | Альт-азимутальне + деротатор    |

## Використання
Зважаючи на високі оптичні якості, телескоп використовувався в основному для отримання зображень і задач фотометрії.
Деякі з помітних результатів телескопа:
- спостереження MACHO в галактиці Андромеди[9];
- перевірка фотометричної системи фільтра Стромвіля;
- дослідження того, як форма і розміри галактик змінювалися протягом віку Всесвіту;
- відкриття першого подвійного астероїда сімейства Вести;
- характеристика та класифікація за видимими кольорами приблизно 100 транснептунових об'єктів.

Ватиканський телескоп передових технологій також налаштований для виконання дистанційних спостережень (наприклад, з Ватиканської обсерваторії в Кастель-Гандольфо в Італії).
Ефективність Ватиканського телескопа передових технологій перевірена в 1998 році обсерваторією MMT.

## Функціонування
Ватикан фінансує персонал обсерваторії та регулярні витрати на дослідження, але витрати на будівництво та підтримку Ватиканського телескопа передових технологій забезпечують приватні меценати. Основними спонсорами будівництва телескопа були Фред і Еліс П. Леннон, а також Томас Дж. Баннан, на честь яких телескоп тепер називають телескопом Еліс П. Леннон, а пов'язану з ним установу — астрофізичним закладом Томаса Дж. Беннана. Благодійники Фонду Ватиканської обсерваторії продовжують фінансувати експлуатаційні витрати телескопа та астрофізичної установи.
Ватиканський телескоп передових технологій також отримує фінансову підтримку від Kresge Grant і пожертвування комп'ютерного обладнання від Hewlett Packard Grant.

## Інші об'єкти міжнародної обсерваторії Маунт-Грем
- Великий бінокулярний телескоп
- Субміліметровий телескоп Генріха Герца
- LUCIFER[fr]

## У культурі
На його честь телескопа названо астероїд 196481 VATT.